# Xavier Freixas
Xavier Freixas Dargallo (Barcelona, 16 de febrero de 1949) es un economista y catedrático universitario español, especializado en la banca y los sistemas financieros.

## Biografía
Freixas se licenció en Matemáticas y Economía por la Universidad de Toulouse, doctorándose después en Economía por la misma universidad. Es catedrático de Economía Financiera y Contabilidad en la Universidad Pompeu Fabra, donde fue decano de la Facultad de Ciencias Económicas entre 2004 y 2008. Además es profesor investigador en la Barcelona Graduate School of Economics.  Con anterioridad fue profesor en las universidades de Toulouse y Montpellier, así como presidente de la European Finance Association.
Sus líneas de investigación se han centrado en la banca y el sistema financiero, estudiando el papel que juegan los bancos en la asignación de recursos y el de los banco centrales como garantes, la normativa de regulación financiera, la eficiencia del mercado interbancario y los riesgos sistémicos. Especialista en micro y macroeconomía bancaria «ha sido uno de los primeros y principales impulsores del estudio de las asimetrías informativas en el mercado de crédito, y ha destacado la función de los bancos en la evaluación y seguimiento de las empresas y particulares a los que conceden crédito».
Entre los reconociemientos que ha recibido se encuentran la distinción de la Generalidad de Cataluña por promover la investigación universitaria (2002),   el Premio Michael Brennan al mejor artículo en The Review of Financial Studies (2006) o el Premio Rey Jaime I de Economía (2018) concedido por la Generalidad Valenciana al considerarlo «como uno de los principales expertos mundiales en economía financiera», entre otros.